# Apalonia satanoides
Apalonia satanoides (лат.) — вид жуков-стафилинид рода Apalonia из подсемейства Aleocharinae. Французская Гвиана.

## Описание
Мелкие коротконадкрылые жуки. Длина тела 2,7 мм. Блестящее коричневое тело, жёлто-коричневая основание брюшка, жёлто-розовые усики с первым коричневым антенномером и следующими тремя жёлто-коричневыми, лапки жёлтые с коричневыми бёдрами. Глаза при виде сверху короче заглазничной области. Второй антенномер короче первого, третий длиннее второго, от четвёртого до седьмого длиннее своей ширины, от восьмого до десятого поперечные. Этимология: название нового вида означает сходство с видом Apalonia satan из Перу.  Формула лапок 4-5-5. Голова с отчетливой шеей. Максиллярные щупики состоят из 4 члеников, а лабиальные щупики из 3 сегментов.
Вид был впервые описан в 2015 году итальянским энтомологом Роберто Пейсом (Roberto Pace; 1935—2017) по материалам из Южной Америки (Французская Гвиана).